# Kokrajhar (huyện)
Huyện Kokrajhar là một huyện thuộc bang Assam, Ấn Độ. Thủ phủ huyện Kokrajhar đóng ở Kokrajhar. Huyện Kokrajhar có diện tích 3129 ki lô mét vuông. Đến thời điểm năm 2001, huyện Kokrajhar có dân số 930404 người.